# 若江家
若江家（わかえけ）は、菅原氏庶流の公家、士族の家。もとは堂上家だったが、室町時代に中絶。江戸時代に地下家として再興され、伏見宮殿上人を務めた。維新後、士族。

## 歴史
正四位下式部権大輔菅原公輔の子である従三位非参議菅原在公を家祖として鎌倉時代に成立。在公は、壬生坊城（みぶぼうじょう）や、中御門（なかみかど）を経て、若江と号した。
在公の孫の正三位参議在登は、大覚寺統の寛尊親王護衛の際に殺害された。
室町時代に権中納言在長の後、息子二人が僧になったために一度中絶した。
寛永11年（1634年）に五条為適の次男の理長が若江の家号でもって再興し、後水尾上皇の院殿上人に取り立てられたが、その次の代の長近から伏見宮殿上人となった。江戸時代初期の頃まで摂関家と宮家の家政には諸大夫の上位として殿上人が置かれており、これらの諸家の殿上人は徐々に禁裏に召し返されたが、伏見宮家のみ殿上人が置かれ続けた。若江家は伏見宮家殿上人の地位を世襲して明治維新に至った。
その間の元文元年（1736年）、寛政2年（1790年）、同12年、文化14年（1817年）、慶応元年（1865年）と5回にわたって朝廷に堂上家昇格を請願しているが、いずれも却下されている。
維新時の当主は若江量長。彼は堂上公家の錦小路頼理の三男で、若江家に養子に入っていた。明治5年8月に量長が危篤に陥ると堂上公家の平松時門の三男範忠が養子として家督相続。範忠は幕末に葛野式部と称して国事に奔走し、慶応4年の戊辰戦争では山陰鎮撫総督府に従軍し、丹後・出雲を転戦して戦功を挙げ、金5000円を下賜されている。
維新後の若江家は旧地下家として京都府士族に列した。量長と範忠は、若江家の華族への昇格を求める請願運動を繰り返しているが、いずれも実現せずに終わっている。

## 歴代当主
- 在公（? - 1287）[3]：菅原公輔の子。従三位式部権大輔。壬生坊城、中御門を経て、若江と号す[4]
- 在輔（1247 - 1320）[8]：在公の子。正二位刑部卿、式部大輔[4]
- 在登（1272 - 1350）[9]：在輔の子。正三位参議[4]
- 在淳（1306 - 1354）[5]：在登の子（弟とも）。正三位式部権大輔[10]。
- 在敏　在淳の子。従四位上少納言、侍従[4]
- 在直（1371 - 1457）[11]：在敏の子。正二位参議、民部卿[12]
- 在綱（? - 1481）[11]：在直の子。正二位権中納言[12]
- 在長（在永とも）（? - 1488）[11]：在綱の子。従三位権中納言[12]

（中絶） 
- 理長（1624 - 1666）[2]：五条為適の次男。従四位下・主殿頭[1]
- 長近（1664 - 1720）[2]：理長の子。正四位下宮内大輔[12]
- 長統（1698 - 1721）[2]：清岡長時の子。従五位下大膳大夫[12]
- 登長（1709 - 1773）[13]：東坊城資長の子。正四位下修理大夫[12]
- 長山（1740 - ?）[13]：堤代長の子。従五位下弾正少弼[12]
- 長公（1755 - 1828）[13]：登長の実子。正四位下治部大輔[12]
- 公義（1766 - 1828）[13]：藤波季忠長男。正四位下治部大輔[12]
- 量長（1813 - 1872）[7]：錦小路頼理三男[7]。正四位下治部大輔[12]
- 範忠（1827 - 1889）[1]：平松時門三男[6]。

## 系譜
系譜脚注
1. ↑  東寺観智院。
2. ↑  広橋兼顕の養子となる。仁和寺。